# Dien (rivier)
De Dien is een riviertje in het Franse departement Somme, gelegen in de streek Ponthieu.
Het riviertje is 14 km lang en ontspringt nabij Nouvion op een hoogte van 17 meter en op 3 km afstand van het Forêt de Crécy. Nabij Noyelles-sur-Mer verandert de richting van zuidwest naar noordwest, en mondt het riviertje uit in de Baai van de Somme.
Langs de Dien vindt men een viskwekerij en, nabij Bonnelle, een voormalige watermolen.